# FV438
FV438 Swingfire был бронированной противотанковой машиной британской армии. Он был получен из транспортных средств серии FV430 путем переоборудования FV432 для установки пусковой установки для противотанковых управляемых ракет Swingfire.
FV438 был оснащён четырнадцатью ракетами и двумя пусковыми контейнерами, которые можно было перезаряжать изнутри машины. Он был оснащён монокулярным прицелом Hensoldt 1x и 10x для управляемых ракет, огневой станцией и системой наведения. Он также был оснащён отдельным тепловизионным прицелом и блоком управления Barr & Stroud, которые можно было разместить на расстоянии до 75 метров от машины, на высоте до 15 метров над или под ней и соединить с ней кабелем. Это позволяло наводить ракеты и запускать их, в то время как машина оставалась замаскированной, полностью скрытой от противника на безлюдной местности или за укрытием. Ракета Swingfire имела сопло двигателя с изменяемым вектором тяги, что давало ей возможность совершать разворот на девяносто градусов сразу после выхода из пускового отсека, чтобы попасть в поле зрения диспетчера.
Когда FV438 поступил на вооружение в 1970-х годах, он использовался специализированными противотанковыми подразделениями британской пехоты и Королевского бронетанкового корпуса. В 1977 году противотанковые функции были переданы Королевской артиллерии, которая сформировала из FV438 четыре независимые батареи Королевской конной артиллерии, по одной на каждую бронетанковую дивизию Британской армии на Рейне. В 1984 году Королевская артиллерия отказалась от противотанковой роли, и FV438 были сформированы в подразделения управляемого вооружения (по 9 машин в каждом), по одному на каждый бронетанковый полк. FV438 Swingfire был окончательно выведен из эксплуатации в 1986 году.